# Peromyscus levipes
Peromyscus levipes is een zoogdier uit de familie van de Cricetidae. De wetenschappelijke naam van de soort werd voor het eerst geldig gepubliceerd door Clinton Hart Merriam in 1898. De soort werd in 1893 ontdekt in de bergen van de Mexicaanse staat Tlaxcala.